# Музовер
Музовер — деревня в Струго-Красненском районе Псковской области России. Входит в состав сельского поселения «Марьинская волость».

## География
Находится на северо-востоке региона, в северо-западной части района, в лесной местности около д. Горка. 
Уличная сеть не развита.

## История
Деревня упоминается в переписной книге Шелонской пятины Великого Новгорода как Мозовер Большой.
Музовер и окрестные деревни входили в Узьминскую волость Гдовского уезда.
В 1918—1927 году был образован Горко-Музоверский сельсовет, входивший в состав Лосицкой волости, с 1926 года — Тупицынской. В 1927 году деревня стала центром Музоверского сельсовета Лядского района.
В 1941—1944 гг. Музовер был оккупирован фашистами.
- 01.03.1917-31.12.1917 Узьминская волость Гдовский уезд
- 01.01.1918-31.01.1926 Горко-Музоверский сельсовет Лосицкая волость Гдовский уезд
- 01.02.1926-31.07.1927 Горко-Музоверский сельсовет Тупицынская волость Гдовский уезд
- 01.08.1927-30.06.1930 Музоверский сельсовет Лядский район Лужский округ
- 01.07.1930-28.02.1935 Музоверский сельсовет Лядский район
- 01.03.1935-31.08.1940 Музоверский сельсовет Лядский район Псковский округ
- 01.09.1940-31.07.1944 Музоверский сельсовет Лядский район
- 01.08.1944 передана в Псковскую область[3].

01.08.1941-31.01.1944 Германская оккупация
Согласно Закону Псковской области от 28 февраля 2005 года деревня Музовер вошла в состав образованного муниципального образования Сиковицкая волость.
До апреля 2015 года деревня Музовер входила в Сиковицкую волость.
В соответствии с Законом Псковской области от 30 марта 2015 года № 1508-ОЗ деревня Музовер, вместе с другими селениями упраздненной Сиковицкой волости, вошла в состав образованного муниципального образования «Марьинская волость».

## Население
| 2001 | 2002 | 2010 | 2011 |
| ---- | ---- | ---- | ---- |
| 15   | ↗19  | ↘10  | →10  |

## Инфраструктура
Личное подсобное хозяйство. Вывоз леса, деревообработка.
Почтовое отделение, обслуживающее д. Музовер, — 181114; расположено в бывшем волостном центре д. Сиковицы.

## Транспорт
Дорога местного значения.
Остановка «Музовер», автобус по маршруту «Струги-Красные — Музовер»